# Grotella tricolor
Grotella tricolor là một loài bướm đêm thuộc chi Grotella, trong họ Noctuidae. Loài này được tìm thấy ở California và Arizona.
Sải cánh dài 20–23 mm. Con trưởng thành bay từ tháng 8 đến tháng 9.